# Małgorzata Mikołajczak (Schauspielerin)
Małgorzata Mikołajczak (* 1991) ist eine polnische Filmschauspielerin.

## Leben
Die polnische Schauspielerin wurde 1991 geboren und lebt in Warschau.

## Karriere
Von 2010 bis 2014 studierte Mikołajczak an der Panstwowa Akademia Teatralna Warszawa, der staatlichen Schauspielschule in Warschau. 2013 trat sie zum ersten Mal im Fernsehen auf. Nach verschiedenen Rollen in polnischen Serien und Filmen spielt sie 2020 in der deutsch-polnischen Produktion Der Überläufer die Hauptrolle der Partisanin Wanda Zielinski an der Seite von Jannis Niewöhner.

## Filmografie (Auswahl)
- 2013: Hotel 52 (Fernsehserie)
- 2013–2015: Barwy szczescia (Fernsehserie)
- 2015: Strazacy (Fernsehserie)
- 2015: Dziewczyny ze Lwowa (Fernsehserie)
- 2015: Polish Legends: The Dragon (Kurzfilm)
- 2016: Na dobre i na zle (Fernsehserie)
- 2016: Shout (Kurzfilm)
- 2017: Bikini Blue
- 2017, 2022: Ojciec Mateusz (Fernsehserie)
- 2017: Reakcja lancuchowa (Chain Reaction)
- 2019: Klecha
- 2019: Odwróceni. Ojcowie i córki (Fernsehserie)
- 2020: Der Überläufer
- 2021: Nächste Ausfahrt Glück – Beste Freundinnen
- 2021: Komisarz Alex – Seryjny samobójca (Fernsehserie)
- 2022: Familiengeheimnisse  (Gry rodzinne, Fernsehserie)
- 2023: Nächste Ausfahrt Glück – Familienbesuch
- 2023: Nächste Ausfahrt Glück – Katharinas Entscheidung
- 2023: Der Kurpfuscher (Znachor)
- 2024: Töte mich, wenn du dich traust. (Zabij mnie, kochanie)
- 2024: Nächste Ausfahrt Glück – Übers Ziel hinaus
- 2024: Nächste Ausfahrt Glück – Endlich ich